# Ben Miller Band
Die Ben Miller Band ist eine US-amerikanische Band aus Joplin, Missouri um den Songwriter Ben Miller, die sich stilistisch zwischen Blues, Country und Folk bewegt.

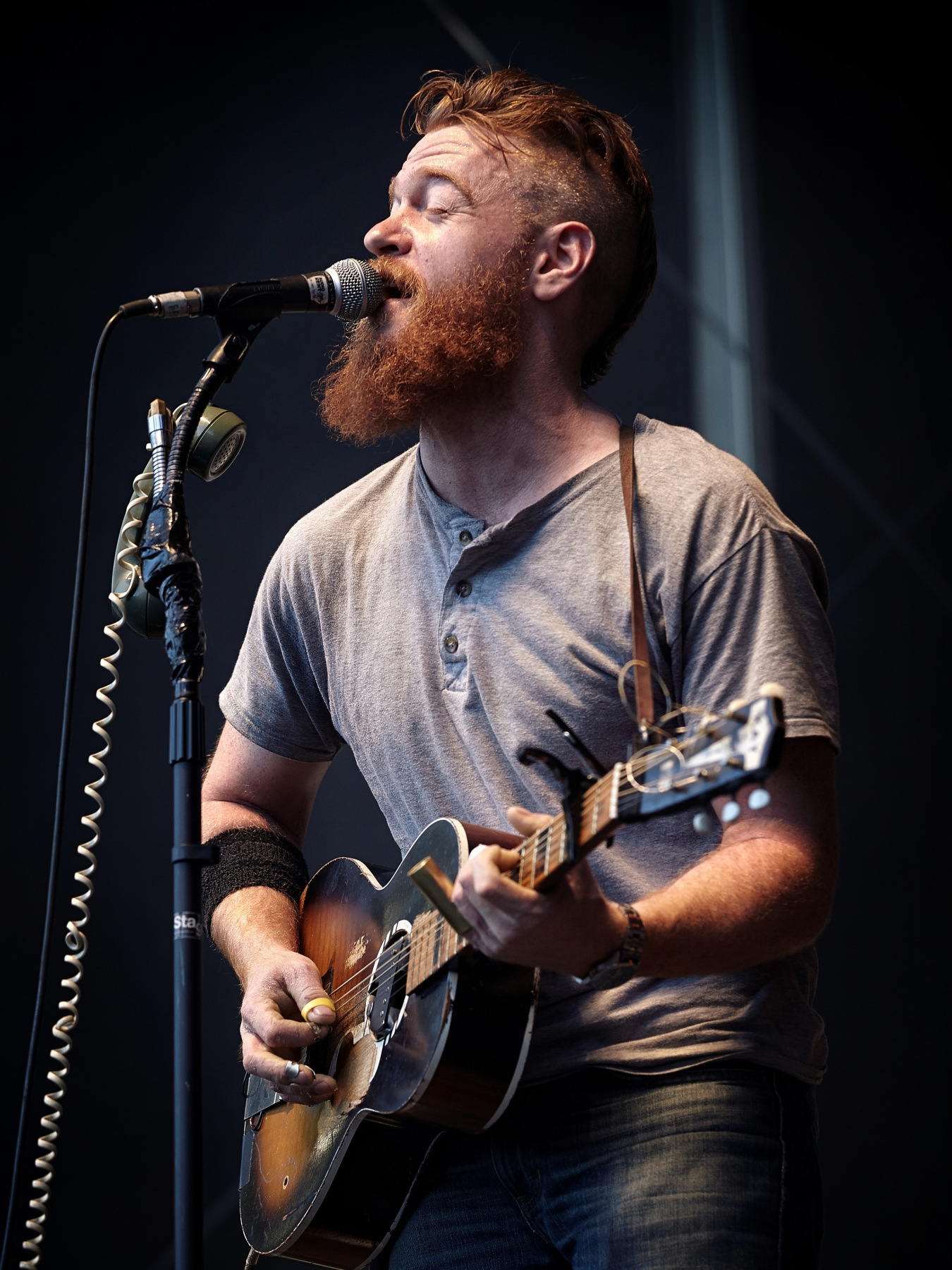
Ben Miller, Sänger, Gitarrist und Songwriter der Ben Miller Band, live in Deutschland 2015

## Geschichte

### 2004–2015: Gründung und erste Erfolge

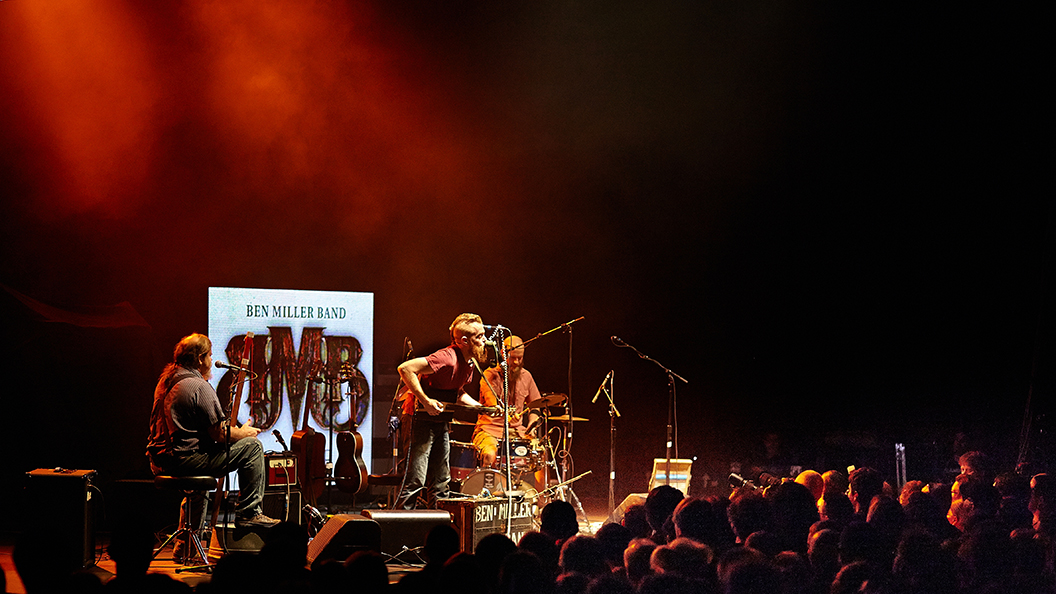
Die Ben Miller Band in Originalbesetzung (2014)

Nachdem Ben Miller in Europa 2003 erste Gehversuche als Musiker unternahm, gründete er 2004 gemeinsam mit Scott Leeper und Doug Dicharry in Joplin die Ben Miller Band. Das Trio war in den ersten Jahren vor allem live im Grenzgebiet zwischen Missouri, Kansas, Oklahoma und Arkansas unterwegs, bevor es 2010 die beiden Alben 1 Ton und 2 Ton bei Mudstomp Records veröffentlichte. Nach der verheerenden Tornado-Katastrophe in ihrer Heimatstadt im Mai 2011 nahm die Band die Tribute-EP Record for Joplin auf, bevor 2012 das Album Heavy Load folgte.
Im selben Jahr wurde ZZ Top auf die Ben Miller Band aufmerksam und buchte sie als Support für ihre US- und Europa-Tour, was den Bekanntheitsgrad des Trios weit über die Region hinaus steigerte und ihnen einen Vertrag bei New West Records einbrachte. Dort erschien 2014 das Album Any Way, Shape or Form, das die Band in Nashville unter der Regie von Produzent Vance Powell aufnahm, der bereits mit Jack White, Kings of Leon und Wanda Jackson arbeitete.
Neben ausgedehnten Tourneen als Headliner begleitete die Ben Miller Band ZZ Top zwischen 2012 und 2016 jährlich bei Konzerten in Nordamerika und Europa, da sich Frontmann Billy Gibbons nachhaltig beeindruckt zeigte: „I don't remember having stood through an opening act's show in quite some time. But I couldn't seem to leave. They were that engaging.“ Darüber hinaus spielte die Band zwischen 2013 und 2015 gemeinsame Konzerte u. a. mit Valerie June und Blackberry Smoke. Miller ist außerdem an der Maultrommel auf Seasick Steves Single „Summertime Boy“ vom Album „Sonic Soul Surfer“ (2015) zu hören.
Ende 2015 stand die Band mit einem Gastauftritt in Outsiders an der Seite von u. a. Ryan Hurst (Sons of Anarchy) und David Morse (Dr. House, True Detective) vor der Kamera. Im Januar 2016 feierte die Serie auf dem Sender WGN Premiere. Auf dem im Januar 2017 veröffentlichten Soundtrack befinden sich sieben Stücke der Band.

### 2016–2019: Personelle Umbrüche und Neubeginn
Am 6. Januar 2016 gab Doug Dicharry seinen Ausstieg aus der Ben Miller Band bekannt. Am 19. Januar meldete die Band, dass Dicharry durch die befreundeten Musiker Rachel Ammons und Smilin’ Bob Lewis ersetzt werde, die zuvor als Duo unter dem Namen „Tyrannosaurus Chicken“ aktiv waren und aus der gleichen lokalen Szene wie die Ben Miller Band hervorging. Im selben und dem darauffolgenden Jahr tourte die Band durch Nordamerika und Europa.
Ende 2017 erschien mit „Akira Kurosawa“ der erste gemeinsame Track der neuen Formation als Vorbote zum neuen Album „Choke Cherry Tree“, das Anfang 2018 veröffentlicht wurde. Auch bei der Produktion beschritt Ben Miller neue Wege. Um nach eigener Aussage den rohen Sound der Band bei Live-Auftritten einzufangen, arbeitete man im Studio erstmals mit Chris Funk von den Decemberists als neuem Produzenten zusammen. Unterstützt wurde die Band bei den Aufnahmen vom Multiinstrumentalisten Funk selbst sowie von weiteren Gastmusikern. Darunter Jenny Conlee und Nate Query (ebenfalls von den Decemberists) und der renommierte Saxophonist Ralf Carney, der vor allem für seine Arbeit für Tom Waits bekannt ist und auf „Choke Cherry Tree“ nach dem Ausstieg von Dicharry dessen Einsätze an Blasinstrumenten kompensierte.
Am 19. Juli 2019 verstarb nach kurzer schwerer Krankheit Smilin’ Bob Lewis. Nach seinem Tod schied auch Rachel Ammons aus der Band aus und Mitch Twombley wurde als neues Mitglied verpflichtet. Nach einer Pause setzte die Band gemeinsam mit Twombley im Spätsommer 2019 ihre Live-Auftritte fort.

## Diskografie

### Alben
- 2010: 1 Ton
- 2010: 2 Ton
- 2012: Heavy Load
- 2014: Any Way, Shape or Form
- 2018: Choke Cherry Tree

### EPs
- 2011: Record for Joplin